# Giulio Cesare Vinci Gigliucci (Diplomat, 1938)
Giulio Cesare Vinci Gigliucci (* 1938 in Fermo) ist ein italienischer Diplomat im Ruhestand.

## Leben
Von 1995 bis 1996 war er Botschafter in Lima.
1998 leitete er die Abteilung Lateinamerika im Ministerium für auswärtige Angelegenheiten und internationale Zusammenarbeit (Italien).
Von 2002 bis September 2005 war er Botschafter in Stockholm.
Er ist Vorsitzender des Vereins Antiqua Marca Firmana, welcher Träger eines Kulturzentrums in Fermo ist.